# Ricardo Baiano
Ricardo Santos Lago, dit Ricardo Baiano, est un footballeur brésilien naturalisé bosnien né le 13 septembre 1980 à Ilhéus (Brésil). Il évolue au poste de milieu.

## Carrière
- 2000 :  Londrina EC
- 2001 :  Jaboticabal Atlético
- 2002 :  São Paulo FC
- 2003-2004 :  Široki Brijeg
- 2004-2007 :  Kouban Krasnodar
- 2008 :  Spartak Naltchik
  - 2008 : →  FK Moscou
- 2009 :  FK Krasnodar
  - 2009 : →  Spartak Naltchik
- 2010-2011 :  Jemtchoujina Sotchi
- 2011-2012 :  FK Khimki
- 2012-2013 :  Široki Brijeg

## Sélections
- 1 sélection et 0 but avec la Bosnie-Herzégovine en 2004.